# Onheil boven Damme
Onheil boven Damme is het zesde stripverhaal uit de reeks van De Geuzen. Het is geschreven door Willy Vandersteen en verscheen in 1988.

## Personages
In dit verhaal spelen de volgende personages mee:
- Hannes, Veerle, Tamme, buurman, Kathelijne (meid van buurman), Maldor (kluizenaar), gezant van prins Willem van Oranje, bevolking Damme, Jacob van Elshout (paardenverkoper), Franz Walmeijer en zijn vrouw Ilse, commandant Alvarez, Spaans garnizoen, Bart Houters (molenaar, aanvoerder van de geuzen in Damme), Liza (huishoudster), strandschuimers, torenwacht, Blondeel, Jan Blokkaert (aanvoerder strandschuimers), beul, patrouille, schipper.

## Locaties
Dit verhaal speelt zich af op de volgende locaties:
- Hoeve van Hannes en Veerle, hut van Maldor, Damme, paardenmarkt, rechtbank, galgenveld, kanaal Brugge-Sluys, molen, Sint-Janshoeve, vuurbaken van Mude aan het Zwin, schuur, Spaans kamp.

## Het verhaal
Hannes en Veerle gaan een dag vissen en als ze terugkeren zien ze hun buurman zijn meid Kathelijne uit een hooiopper jagen. Ze was er met Tamme. Hannes, Veerle en Tamme gaan naar Maldor en zien onderweg een dode kraai. Maldor vertelt dat dit een slecht voorteken, een omen, is. Maldor gebruikt zijn kristallen bol en ziet een galjoen, een vuurbaken, een wilde hond en andere zaken die op strijd en verraad wijzen. Maldor kan zijn visioen niet verklaren, maar waarschuwt het gezelschap voor onheil. 's Nachts hoort Veerle geluid en er blijkt een gezant van de prins van Oranje bij de hoeve te zijn. De prins vraagt Hannes om zich een tijdje in Damme te vestigen. Kanonnen van een gieterij bij Amsterdam worden per schip naar Engeland verscheept, maar onderweg wijzigen ze de koers. De kanonnen worden gelost en aan de Spanjaarden verkocht. Zulke kanonnen hebben Naarden en Haarlem in de as gelegd. De verrader woont in Damme en binnenkort zal een Spaans galjoen de betaling naar de verrader brengen. Tamme en Hannes moeten de verrader ontmaskeren en ontvoeren, zodat hij door de raad van de geuzen veroordeeld kan worden.
Veerle besluit met Tamme en Hannes mee te gaan en ze komen terecht op een paardenmarkt in Damme. Ze zien hoe Jacob van Elshout weigert een paard te verkopen aan Franz Walmeijer, die met de Spanjaarden heult. Er volgt een ruzie, waarna Jacob door de Spaanse wacht wordt aangehouden. Hannes en Tamme willen hem helpen, maar worden tegengehouden door Bart Houters. Bart neemt het gezelschap mee naar zijn molen en vertelt dat er in Damme maar een klein garnizoen gelegerd is. In Sluys worden in het geheim voorraden voor de prins verscheept, daarom houden de geuzen zich rustig. Bart vertelt dat Walmeijer geen aanklacht tegen de paardenverkoper zal indienen, om commandant Alvarez geen last te bezorgen. Commandant Alvarez is op de Sint-Janshoeve en wil Jacob van Elshout wel ophangen. Walmeijer is bang voor onrusten als er een terechtstelling volgt en wil het bij een boete houden, maar zijn vrouw is het hier niet mee eens. 
Hannes en Veerle maken een wandeling naar het vuurbaken van Mude en zien een man in een Spaanse hinderlaag lopen. Veerle jaagt de Spanjaarden weg met behulp van haar kruisboog en de man bedankt hen voor de hulp. Bart hoort van Hannes dat de vuurbakenwachter in Mude ook niks wist van het Spaanse galjoen. Dan landt een postduif en Liza brengt een bericht van een spion in Sluys; het Spaanse galjoen 'El Sirena' wordt de volgende ochtend in Sluys verwacht. Tamme en Hannes gaan 's nachts op weg en zien het galjoen. Strandschuimers hebben een pekton in brand gestoken om het galjoen te kunnen plunderen. Hannes gaat snel naar de toren om het vuur te ontsteken en ziet dat de torenwacht is neergeslagen. Hij vecht met een man en ontsteekt het vuur, waarna het galjoen het roer wendt en aan een ramp ontkomt. Tamme vecht met de strandschuimers en Hannes komt hem te hulp, maar ze worden overmeesterd. Dan verschijnt Jan Blokkaert en hij houdt zijn mannen tegen. Het is de man die door Veerle is gered van de Spanjaarden en hij laat Tamme en Hannes uit dankbaarheid vrij, alhoewel de vrijheidsstrijd van de geuzen hem niet interesseert. 
De volgende ochtend hoort Bart wat er is gebeurd en hij stuurt per postduif een bericht naar de spionnen in Sluys. De vrachten van het galjoen zullen met platbodems naar Damme worden gebracht. Jacob Elshout wordt intussen door de rechtbank veroordeeld tot de galg. Veerle brengt dit nieuws en Bart kan dit niet laten gebeuren, ondanks het bevel dat de geuzen zich rustig moeten houden. De geuzen van Damme willen toeslaan als Jacob van de kerker naar het galgenveld gebracht zal worden. Vermomd als monniken slaan ze toe op het galgenveld en ze laten Jacob op een paard ontsnappen naar Mude. Hij moet naar Engeland gaan met een vissersboot, zijn vrouw en kinderen zijn al aan boord en worden bewaakt door Tamme. Jacob heeft een gesprek tussen Alvarez en een van zijn officieren kunnen afluisteren, het geld van de betaling zal naar de Sint-Jorishoeve worden gebracht. Hij vertelt dit op het strand tegen Tamme, maar de beul is Jacob achterna gegaan en wil zijn werk alsnog afmaken. Blokkaert kan de beul neerschieten en heeft zijn schuld aan Veerle nu ingelost. Hij zegt Tamme voortaan weg te blijven van het strand, waarna Jacob vertrekt.
Alvarez laat een kamp opslaan bij de Sint-Jorishoeve. Hannes vraagt wat de hond in het wapenschild van Damme betekent en Bart legt uit dat de stad tot de dertiende eeuw 'Hondsdam' werd genoemd. Dit kwam door een legende, in de twaalfde eeuw werkten Hollandse en Friese dijkwerkers aan een dam langs het Zwin. Eén bres kon niet worden gedicht, bijgelovige dijkwerkers gaven de schuld aan een wilde hond die blaffend rondliep. Ze zagen in hem een waterduivel en wierpen hem in de bres, waarna de dijk stand hield. Hannes besluit vermomd als hond paniek te zaaien en rijdt naar het Spaanse kamp en steekt tenten in brand. Hannes verwacht dat het kamp beter beveiligd zal worden en dit zorgt ervoor dat er minder Spanjaarden bij het kanaal zullen zijn. Tamme heeft een oogje op Lisa, maar zij wil niks van hem weten. 
Ilse maakt zich zorgen om het optreden van de geuzen en wil vertrekken, maar Frans wil het geldtransport afwachten. Er wordt een premie gezet op het hoofd van de man met een hondenkop en Hannes verschijnt. Hij kan ontkomen doordat de burgers de soldaten in de weg lopen en rijdt de stad weer uit. Hij ziet een voedseltransport voor het kamp en blaast de wagen op. Alvarez doet hierop huiszoekingen en verdubbelt de wacht rond de Sint-Jorishoeve. Er arriveert een postduif bij de molen, de volgende ochtend zullen de platbodems uit Sluys vertrekken. De geuzen trekken een zware ketting over het kanaal en liggen in hinderlaag achter de dijk. Frans heeft een patrouille ingehuurd en Hannes doet zijn vermomming weer aan. De ruiters achtervolgen de Hond en de geuzen enteren de platbodem en behalen de overwinning. Hannes raakt zijn achtervolgers kwijt, maar Blondeel vertelt de Spanjaarden dat de geuzen de platbodem hebben overvallen. De Spanjaarden schieten Blondeel neer en vertrekken. De geuzen kunnen de Spanjaarden een tijdje tegenhouden, zodat de buit kan worden weggevoerd. De geuzen vluchten naar het moeras, terwijl Tamme de Spanjaarden tegenhoudt.
Veerle vindt Hannes en vertelt wat er is gebeurd, ze zien hoe Tamme naar de Sint-Jorishoeve wordt gebracht. In de kelder van de hoeve wordt Tamme gefolterd, maar hij zegt niet waar de buit is. Ilse wil een plakkaat uitvaardigen, er wordt vierentwintig uur gegeven om de buit af te leveren. Als dit niet gebeurt, zal Tamme worden opgehangen. De Hond dringt de volgende dag het kamp binnen en laat een boodschap voor Walmeijer achter. De Hond zal voorkomen dat Tamme opgehangen wordt en Ilse wil dan dat de gevangene meteen wordt terechtgesteld. Op de binnenplaats wordt een galg opgericht, maar Hannes bevrijdt Tamme op tijd. Hannes vertelt dat Veerle dezelfde vermomming droeg als hijzelf, hij was al een tijdje aanwezig op de hoeve en hield zich verborgen. Veerle zal met de geuzen een aanval op de hoeve ondernemen. De man die het galgenmaal brengt, slaat alarm. De geuzen dringen dan door de poort en Walmeijer en zijn vrouw vluchten naar boven. 
Via een ladder in de schoorsteen klimt Ilse naar een geheime gang die onder het kanaal doorloopt. Tamme volgt haar. Frans wordt door Hannes bedreigt, maar springt door het raam en sterft. Tamme komt terug en vertelt dat een stuk van de muur is ingestort, ook Ilse is gestorven. Alvarez heeft met enkele mannen een stuk geschut met meerdere lopen gehaald en laat deze bij de poort opstellen. De geuzen hebben geen dekking en Hannes wil zich overgeven. De geuzen willen dit offer echter niet aannemen en voor een kanonnier kan schieten, wordt hij neergeschoten. Ilse is met de strandschuimers verschenen en Spanjaarden blazen de aftocht en ontkomen via de achterpoort. Jan Blokkaert heeft de stervende Blondeel gevonden en hoorde van het verraad. Jan duldt geen verraders van eigen volk in de gelederen en besloot nogmaals te helpen. Hij plundert het Spaanse kamp en de hoeve en Veerle, Tamme en Hannes gaan naar de molen. Bart vertelt dat de geldkisten op weg zijn naar de prins van Oranje. Tamme laat Lisa nog eenmaal schrikken door de hondenkop te dragen en vertrekt, met een blauw oog, samen met Hannes en Veerle.

## Achtergronden bij het verhaal
- In Damme werd Tijl Uilenspiegel geboren, de held uit de roman van Charles de Coster. De Geuzen haalde veel van haar inspiratie uit Tijl Uilenspiegel, een boek waar Vandersteen al eerder een stripreeks rond maakte.

De zeven jagers ·
De ekster op de galg ·
Flodderbes, de heks ·
De rattenvanger ·
Soetkin, de waanzinnige ·
Onheil boven Damme ·
Strijd om slot Loevestein ·
Verraad in Duindijke ·
De nacht van de satanszoon ·
De wildeman van Gaasbeek